# إسحاق تشانسا
اسحق تشانسا (Isaac Chansa)، من مواليد 23 مارس 1984 في كتوي في زامبيا، لاعب كرة قدم زامبي.
بدأ مسيرته الكروية مع نادي باور ديناموز في موسم 2002/2003، وفي عام 2004 انتقل إلى نادي أورلاندو بيراتس الجنوب الأفريقي، ولعب معهم حتى عام 2007، وشارك معهم في 52 مباراة وسجل 7 أهداف، ومنذ عام 2007 وهو يلعب مع نادي هيليسنبورغ السويدي.
هو يلعب مع منتخب زامبيا لكرة القدم.

## روابط خارجية
- إسحاق تشانسا على موقع اتحاد السويد (السويدية)
- إسحاق تشانسا على موقع قاعدة بيانات كرة القدم.إي يو (الإنجليزية)
- إسحاق تشانسا على موقع ناشيونال فوتبول تيمز (الإنجليزية)
- إسحاق تشانسا على موقع Soccerway.com (الإنجليزية)
- إسحاق تشانسا على موقع عالم كرة القدم.نت (الإنجليزية)
- إسحاق تشانسا على موقع كووورة